# خوزیا
خوزیا (به لاتین: Khuzya) یک منطقهٔ مسکونی در تاجیکستان است که در ولایت سغد واقع شده‌است.